# ليا (نبات)
الليا (الاسم العلمي:Leea) هي جنس من النباتات تتبع الفصيلة الكرمية من رتبة الكرميات. سمي هذا الجنس من قبل لينيوس تكريماً للاسكتلندي جيمس لي (بالإنجليزية: James Lee)‏ وهو صاحب مشتل في هامرسميث في لندن والذي قدم العديد من النباتات المكتشفة في إنجلترا في نهاية القرن ال18.

## أنواع نبات الليا
- ليا إبرية
- ليا أحادية الورقة
- ليا آسيوية
- ليا بابويانية
- ليا بسيطة الأوراق
- ليا ثورلية
- ليا جذابة
- ليا جرداء
- ليا جناحية
- ليا حجرية
- ليا حمراء
- ليا رباعية القسيمات
- ليا سميثية
- ليا صبغية
- ليا طويلة الأوراق
- ليا غينية
- ليا فلبينية
- ليا كبيرة الأزهار
- ليا كبيرة الساق
- ليا مزدحمة
- ليا مستدقة
- ليا مضلعة
- ليا هندية